# Syzygium paniculatum
Syzygium paniculatum là một loài thực vật có hoa trong Họ Đào kim nương. Loài này được Gaertn. miêu tả khoa học đầu tiên năm 1788.

## Hình ảnh

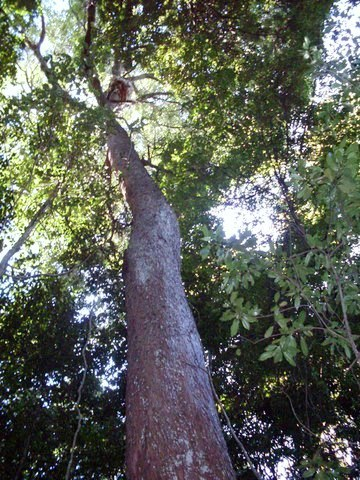
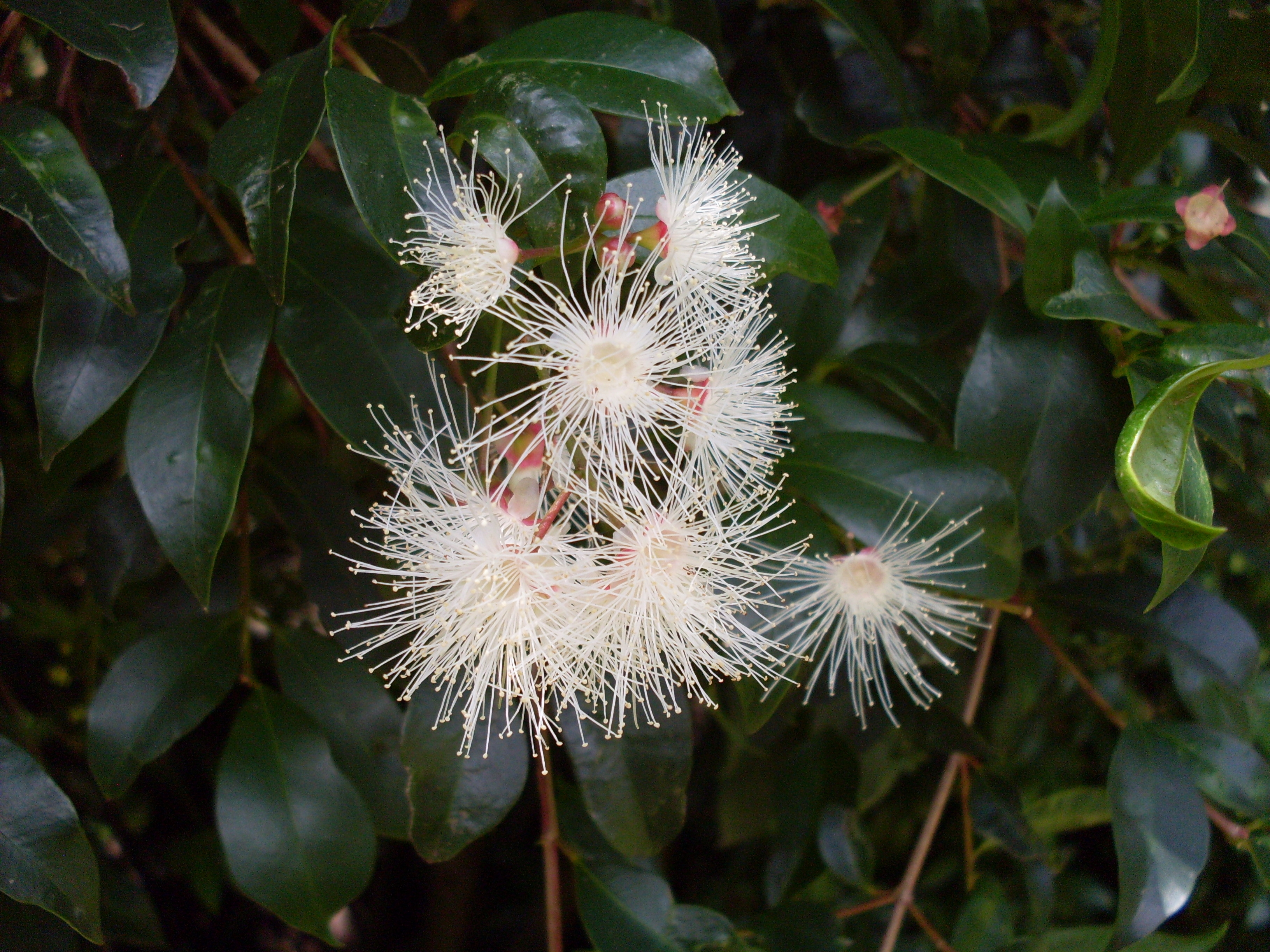
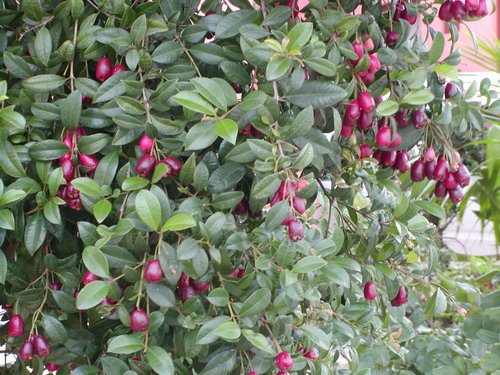
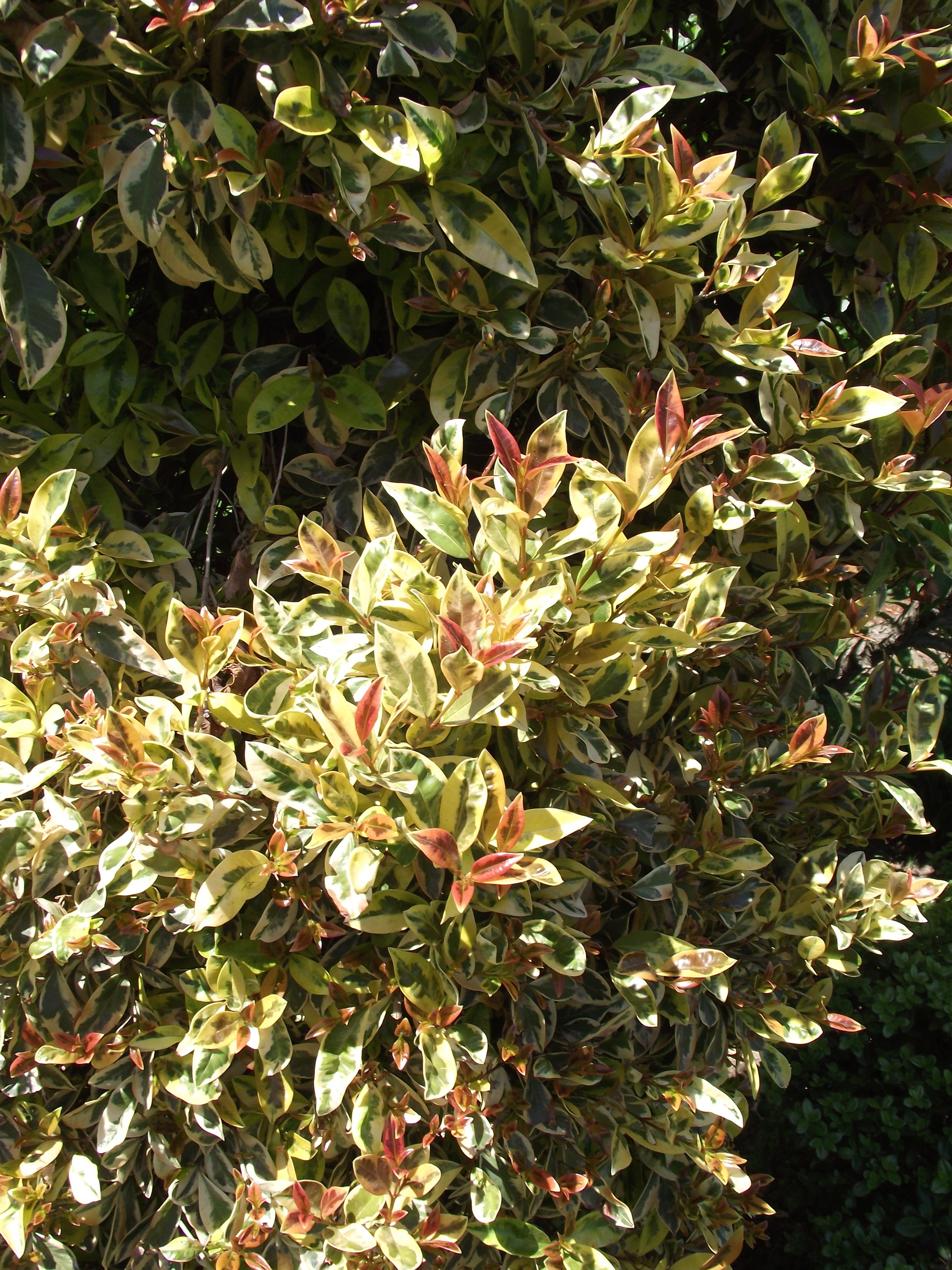